# Большой Студенец (Сасовский район)
Большо́й Студене́ц (тат. Зур Студенец) — село в Сасовском районе Рязанской области России. Входит в состав Малостуденецкого сельского поселения.

## Географическое положение
Село находится в юго-западной части Сасовского района, на левобережье реки Цны, в 4 км от её русла. Расстояние до райцентра — 16 км к северу по асфальтированной дороге. Там же расположена ближайшая железнодорожная станция Сасово.
Ближайшие населённые пункты:
- нежилой посёлок Лосино-Островское — в 3,5 северо-востоку по грунтовой дороге;
- село Малый Студенец — примыкает с юго-востока;
- село Серовское — в 2,5 км к западу по асфальтированной дороге;
- село Калиновец — в 2 км к северо-западу по асфальтированной дороге.

## Природа
Климат умеренно континентальный. Рельеф очень плоский. Высота над уровнем моря 89–93 м. По восточной окраине проходит граница поймы Цны. Низкая естественная залесённость ввиду расположения в зоне лесостепи. Из искусственных лесопосадок представлены доро́го- и полезащитные лесополосы (берёза, некоторые широколиственные виды). Почвы преимущественно чернозёмные. Поэтому к западу от населённого пункта практически всё свободное пространство распахано.

## История
Основано примерно в XVI–XVII вв. В 30-х гг. XX в. жило около 50 татарских семей. Татарская школа — мектебе — существовала недолго. В старину село было землевладением татар-толмачей (переводчиков) из рода Сакаевых и Бегловых. Толмачами они служили при дворце Касимовского хана. А некоторые — у русского царя в Москве.
В 1930–40-е гг. в селе существовал национальный татарский колхоз. Большинство местных татар переселилось в регионы Средней Азии.

## Население
| 1981 | 1989 | 2010 |
| ---- | ---- | ---- |
| 190  | ↘123 | ↘65  |

## ИнфраструктураВ

#### Дорожная сеть
В селе одна улица Сасовская.
По юго-западной оконечности населённого пункта проходит асфальтированная дорога межрайонного значения Алёшино — Ямбирно.

## Транспорт
Связь с райцентром осуществляется автобусными маршрутами пригородного значения: № 103 Сасово — Новое Берёзово, № 106 Сасово — Ямбирно. Автобусы средней вместимости (ПАЗ-3205) курсируют несколько раз в сутки, ежедневно. Стоимость проезда до Сасово составляет 30 рублей.

#### Инженерная инфраструктура
Электроэнергию село получает по тупиковой ЛЭП 10 кВ, от подстанции 35/10 кВ «Студенец».
Село газифицировано. Имеется центральное водоснабжение.

## Интересные факты
- Рядом находится село Малый Студенец, значительно превышающее, как по населению и значению, так и по уровню развития инфраструктуры и хозяйства Большой Студенец.